# Ad-Dajr

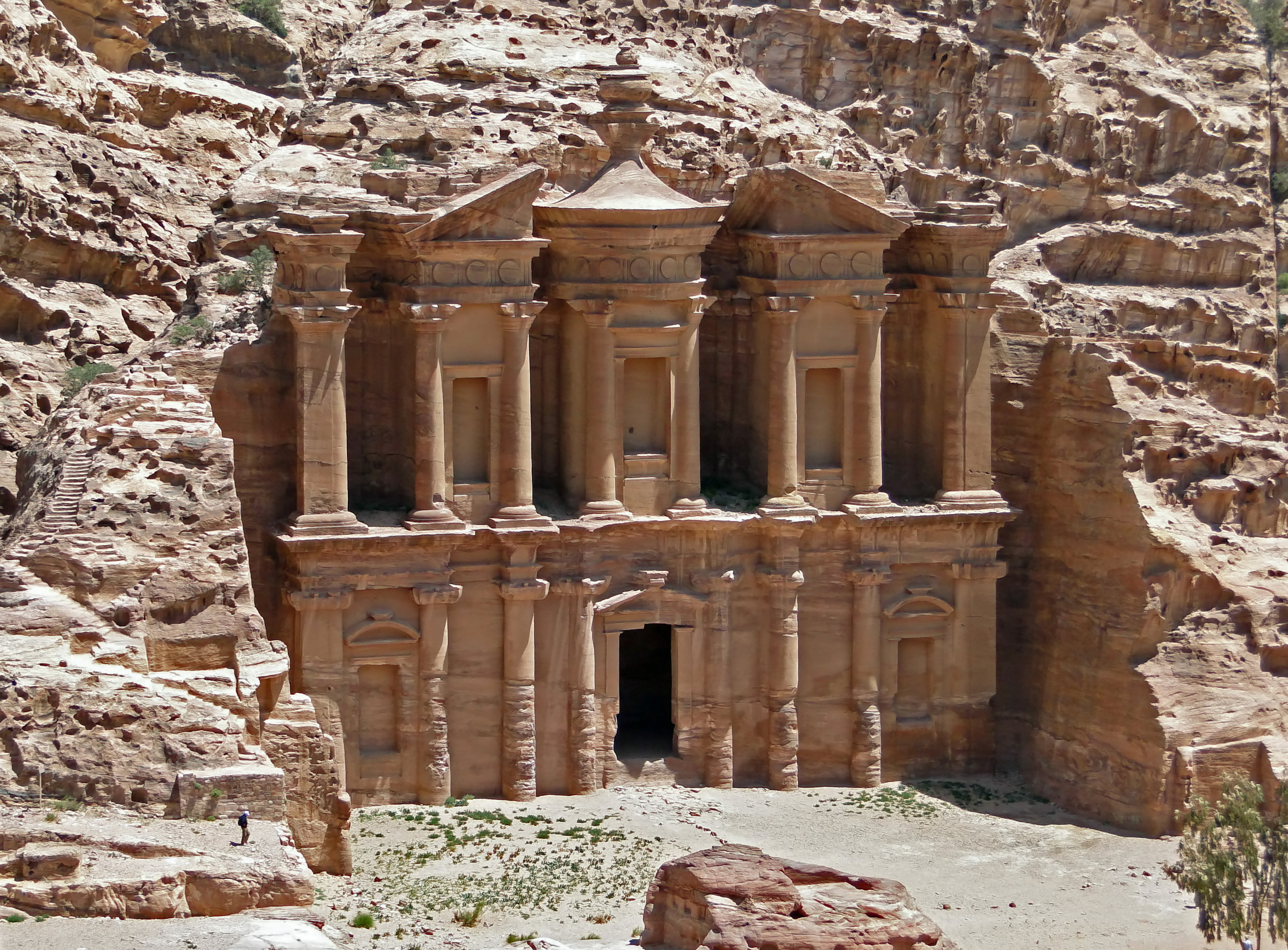
Ad-Dajr

Ad-Dajr (arab. الدي, dosł. „Klasztor”) – wykuta w skale piaskowca budowla znajdująca się w jordańskiej Petrze, na rozległym płaskowyżu u podnóża wzniesienia Dżabal ad-Dajr.
Dwukondygnacyjna fasada mierzy 47 m wysokości i 48,3 m szerokości i jest największą w Petrze. Wyglądem przypomina słynny Skarbiec Faraona, w przeciwieństwie do niego posiada jednak mniej elementów hellenistycznych i mimo rozmiarów ustępuje mu sławą. Fasada utrzymana jest w tradycyjnym nabatejskim stylu, posiada jednak greckie elementy w postaci doryckiego fryzu tryglifowo-metopowego, kolumn, przyczółków i zdobionych ram wejścia. Pozbawiona jest natomiast jakichkolwiek dekoracji figuralnych, choć w pustych współcześnie niszach mogły się dawniej znajdować posągi. Na szczycie znajduje się wolno stojący kapitel, zwieńczony 10-metrową urną. Przed fasadą znajduje się rozległy dziedziniec, na którym odkryto ślady istniejącej dawniej kolumnady.
Wewnątrz budowli znajduje się prostokątna komnata o wymiarach 11,25×12,1 m z dwoma ławami po bokach. W tylnej ścianie wykuta jest położona na wysokości 1 m nad podłogą nisza, do której prowadzą dwa rzędy bocznych schodów. Wykute w niszy krzyże świadczą, że w czasach bizantyjskich budowla mogła być wykorzystywana jako kaplica.
Czas powstania i funkcja budowli pozostają nieznane. Datuje się ją na I wiek n.e. W czasach nabatejskich mogła pełnić funkcję świątyni lub grobowca. Część badaczy przypuszcza, że mogło to być miejsce kultu deifikowanego po śmierci króla Obodasa I.